# Joliot (cratère)
 (mars 2022).
Si vous disposez d'ouvrages ou d'articles de référence ou si vous connaissez des sites web de qualité traitant du thème abordé ici, merci de compléter l'article en donnant les références utiles à sa vérifiabilité et en les liant à la section « Notes et références ».
Joliot est un cratère lunaire situé à l'extrémité de la face cachée de la Lune et peut être visible selon les librations de la Lune. Le cratère Joliot est situé juste à côté des cratères Al-Biruni et Giordano Bruno. Les bords du cratère sont déformés par des impacts ultérieurs au point d'être par endroits désintégrés.  L'ensemble du cratère est grandement raviné et érodé. L'intérieur a été inondé par des flots de lave basaltique, provenant de la Mare Marginis, et lui donnant un albédo sombre au cratère. Le cratère est traversé par une structure rayonnée provenant du cratère Giordano Bruno.
En 1961, l'Union astronomique internationale lui a attribué le nom de Joliot en l'honneur du chimiste et français Frédéric Joliot-Curie, Prix Nobel de chimie en 1935.
Par convention, les cratères satellites sont identifiés sur les cartes lunaires en plaçant la lettre sur le côté du point central du cratère qui est le plus proche de Joliot.
| Joliot | Latitude | Longitude | Diamètre |
| ------ | -------- | --------- | -------- |
| P      | 22.2° N  | 91.9° E   | 12 km    |